# Дејл Сити (Вирџинија)
Дејл Сити (енгл. Dale City) насељено је место без административног статуса у америчкој савезној држави Вирџинија.

## Демографија
По попису из 2010. године број становника је 65.969, што је 9.998 (17,9%) становника више него 2000. године.
| Група             | 2000.          | 2010.          |
| Белци             | 29.436 (52,6%) | 22.258 (33,7%) |
| Афроамериканци    | 16.099 (28,8%) | 18.883 (28,6%) |
| Азијати           | 2.840 (5,1%)   | 5.005 (7,6%)   |
| Хиспаноамериканци | 5.534 (9,9%)   | 17.648 (26,8%) |
| Укупно            | 55.971         | 65.969         |